# Cyril Lemoine
Cyril Lemoine, född 3 mars 1983 i Tours, är en professionell tävlingscyklist från Frankrike. Lemoine blev professionell med Crédit Agricole. Han tävlar för UCI Professional Continental-stallet Skil-Shimano sedan säsongen 2009.

## Cykelcross och U23
Cyril Lemoine började som cykelcross-cyklist och under säsongen 2001 vann han tävlingar i Contres och Tours-Ile Aucard tillsammans med Emmanuel Magnien.
Två år senare slutade fransmannen trea på U23-tävlingen Paris-Mantes-en-Yvelines och senare den säsongen tog han andra platsen på Tour de la Somme bakom Guillaume Auger. Under säsongen 2004 slutade han trea på etapp 5 av Tour de la Manche bakom Ian McLeod och Kai Reus. Han vann etapp 3 av Tour du Tarn-et Garonne bara dagar innan han tog andra platsen på Boucles de la Mayenne 2004 bakom Sébastien Duret.
Under säsongen 2004 vann han cykelcross-tävlingen i Contres tillsammans med Cédric Lucasseau. Han vann också en tävling i Mansigné framför Jimmy Engoulvent och Arnold Jeannesson. Han slutade tvåa, tillsammans med Ludovic Renard, i tävlingen i Tours-Ile Aucard.

## Professionell karriär
Inför säsongen 2005 blev Cyril Lemoine kontrakterad av det franska stallet Crédit Agricole. Under sitt första år som professionell slutade han på andra plats på etapp 5 av Österrike runt bakom Michael Barry.
Han deltog i Vuelta a España 2006 och 2008. Under säsongen 2008 slutade han på tredje plats på etapp 4 av Bayern Rundfahrt bakom Stefan Schumacher och Stef Clement. Han slutade också på tredje plats på etapp 2 av Tour de Luxembourg bakom Ignatas Konovalovas och Sergej Lagutin. På prologen av Benelux Tour 2008 slutade Cyril Lemoine på andra plats bakom José Ivan Gutierrez Palacios. 
Crédit Agricole lade ned sitt sponsorskap och stallet efter säsongen 2008 men Cyril Lemoine blev strax därpå kontrakterad av Skil-Shimano.
Cyril Lemoine slutade på tredje plats på etapp 1 av Critérium International 2009 bakom Jimmy Casper och Jaŭhen Hutarovitj. Han slutade tävlingen på femte plats bakom Jens Voigt, Frantisek Rabon, Danny Pate och Maxime Monfort. I april slutade han Gent-Wevelgem på tolfte plats. Tidigare under säsongen tog han sjunde platsen på Paris-Nice femte etapp bakom Jérémy Roy, Thomas Voeckler, Tony Martin, Heinrich Haussler, Murilo Antonio Fischer och Romain Feillu. I maj 2009 slutade fransmannen Dunkirks fyradagars på tredje plats. Under tävlingens gång slutade han på femte plats på etapp 5, ett individuellt tempolopp. I juli på Tour de France 2009 slutade fransmannen på tredje plats på etapp 3 bakom spurtarna Mark Cavendish och Thor Hushovd. I september slutade fransmannen på tredje plats på Grote Prijs Stad Zottegem bakom Niko Eeckhout och Martin Pedersen. Han slutade på fjärde plats på Châteauroux - Classic de l'Indre bakom Jimmy Casper, Romain Feillu och Anthony Ravard.